# Ostatnia walka Apacza
Ostatnia walka Apacza (ang. Apache) – amerykański western z 1954 roku w reżyserii Roberta Aldricha. Film stanowił adaptację powieści Paula Wellmana opartej na autentycznej historii.

## Fabuła
Po wielu latach krwawych walk z białymi osadnikami, wódz Apaczów – Geronimo musi przyjąć upokarzające warunki kapitulacji. Jednak jeden z wojowników, Massai nie zgadza się z decyzją wodza. Postanawia kontynuować walkę.

## Główne role
- Burt Lancaster jako Massai
- Jean Peters jako Naline
- John McIntire jako Al Sieber
- Charles Bronson jako Hondo
- John Dehner jako Weddle
- Paul Guilfoyle jako Santos
- Ian MacDonald jako Clagg
- Walter Sande jako porucznik Pułkownik Beck
- Morris Ankrum jako Dawson
- Monte Blue jako Geromimo

## Oceny filmu
Film stał się wielkim hitem zarabiając 3 miliony dolarów amerykańskich w pierwszym roku wyświetlania i 6 milionów dolarów amerykańskich ogółem. Portal Rotten Tomatoes przyznał produkcji ocenę 75% „świeżości” w 100% skali.